# 鰂魚涌公園

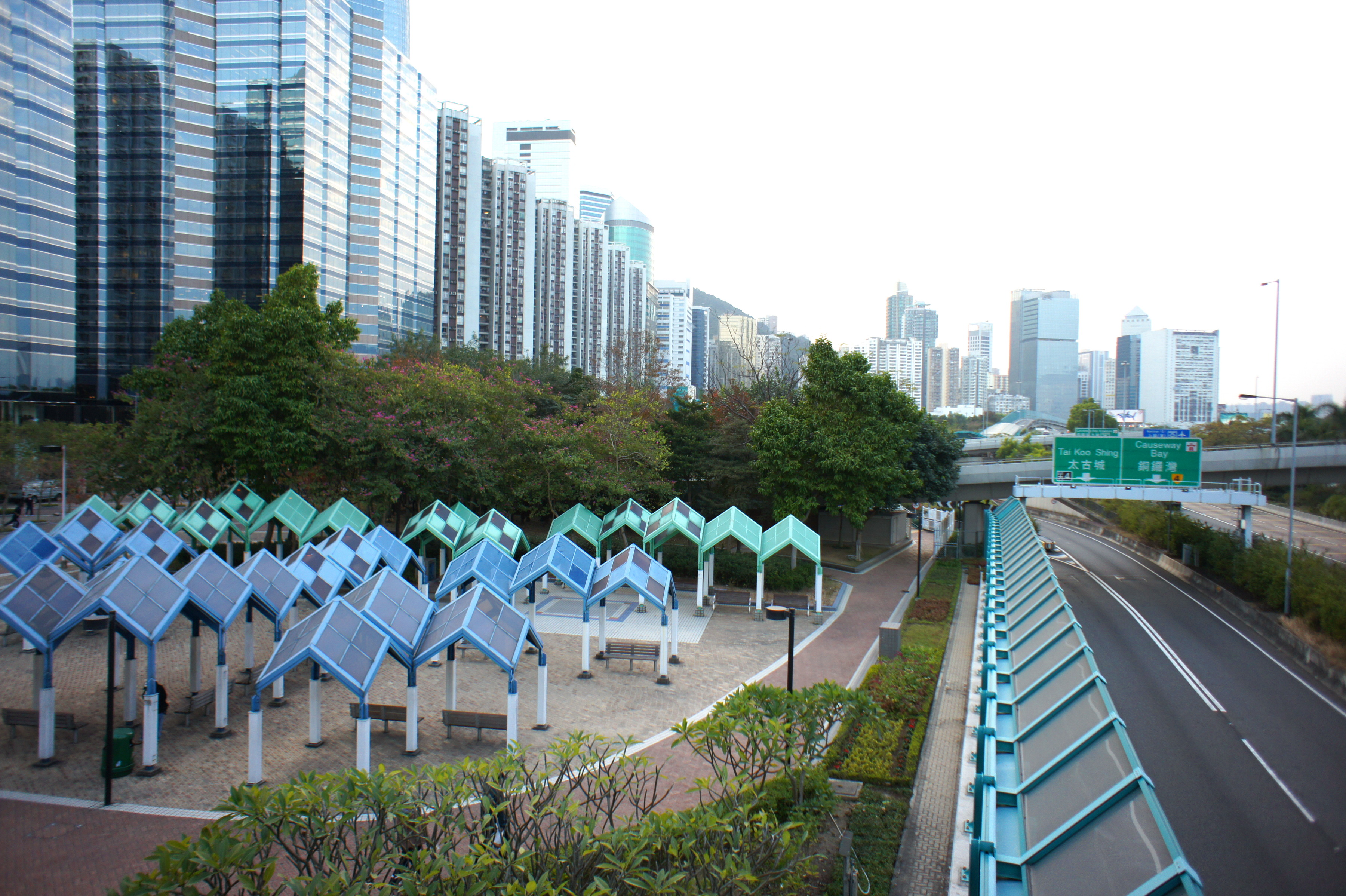
鰂魚涌公園1期的涼亭；左方為太古城，右方為東區走廊。

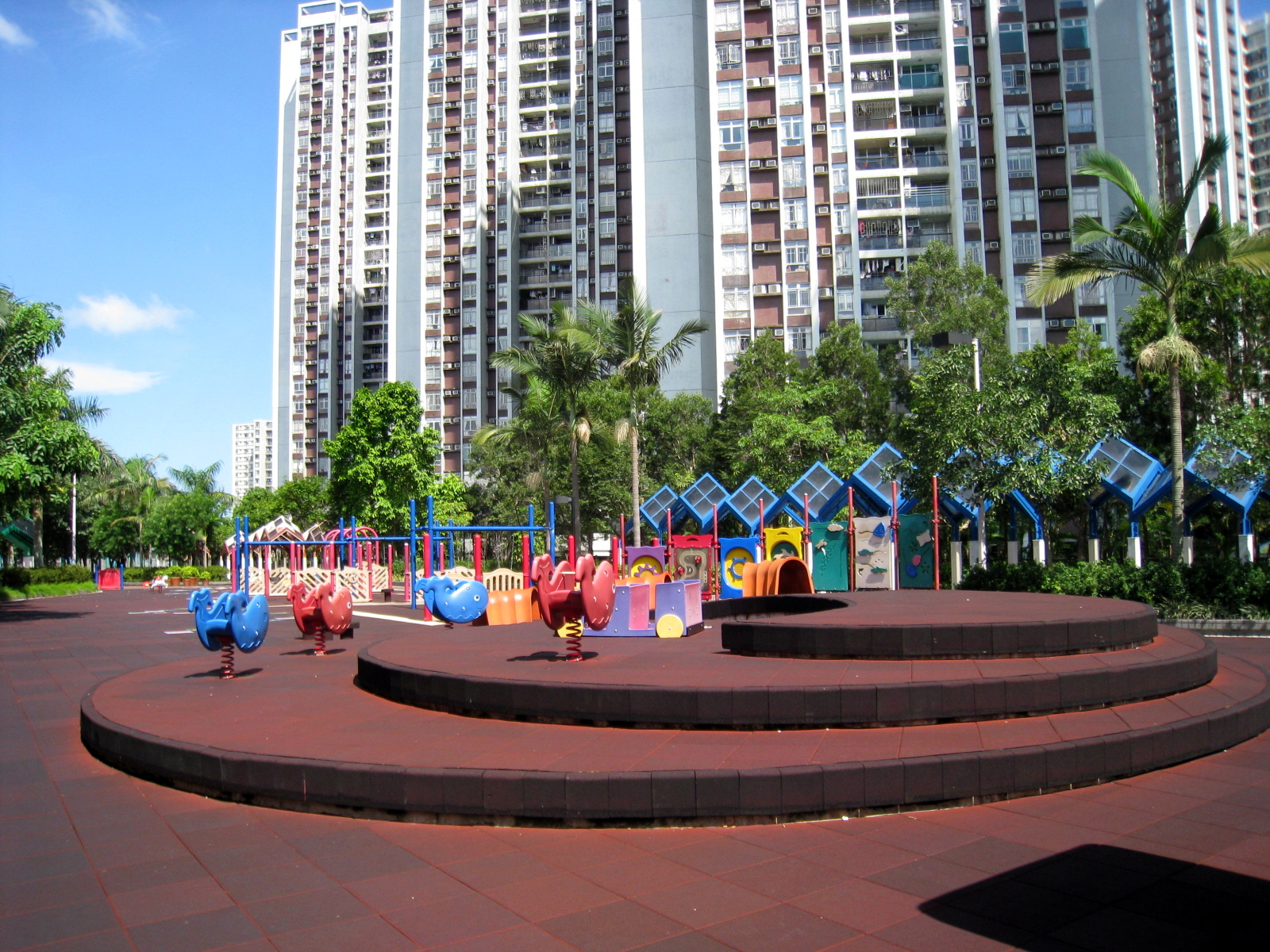
公園內的兒童遊樂場

鰂魚公園，是香港的一座大型公園，位於香港島鰂魚涌海旁，第一期於1994年6月17日啟用，由康樂及文化事務署管理。鰂魚涌公園總面積近15公頃，目前僅開放第1期（9.79公頃），第2期則有待發展。

## 設施
鰂魚涌公園第一期設施包括一座7人人造草足球場、籃球場、兒童遊樂場、緩跑徑、單車徑、健身設施、海濱公園、太極花園、網球場、觀景台及小食亭等等。公園種滿了很多不同品種的植物，綠化面積頗大。

### 葛量洪號滅火輪展覽館

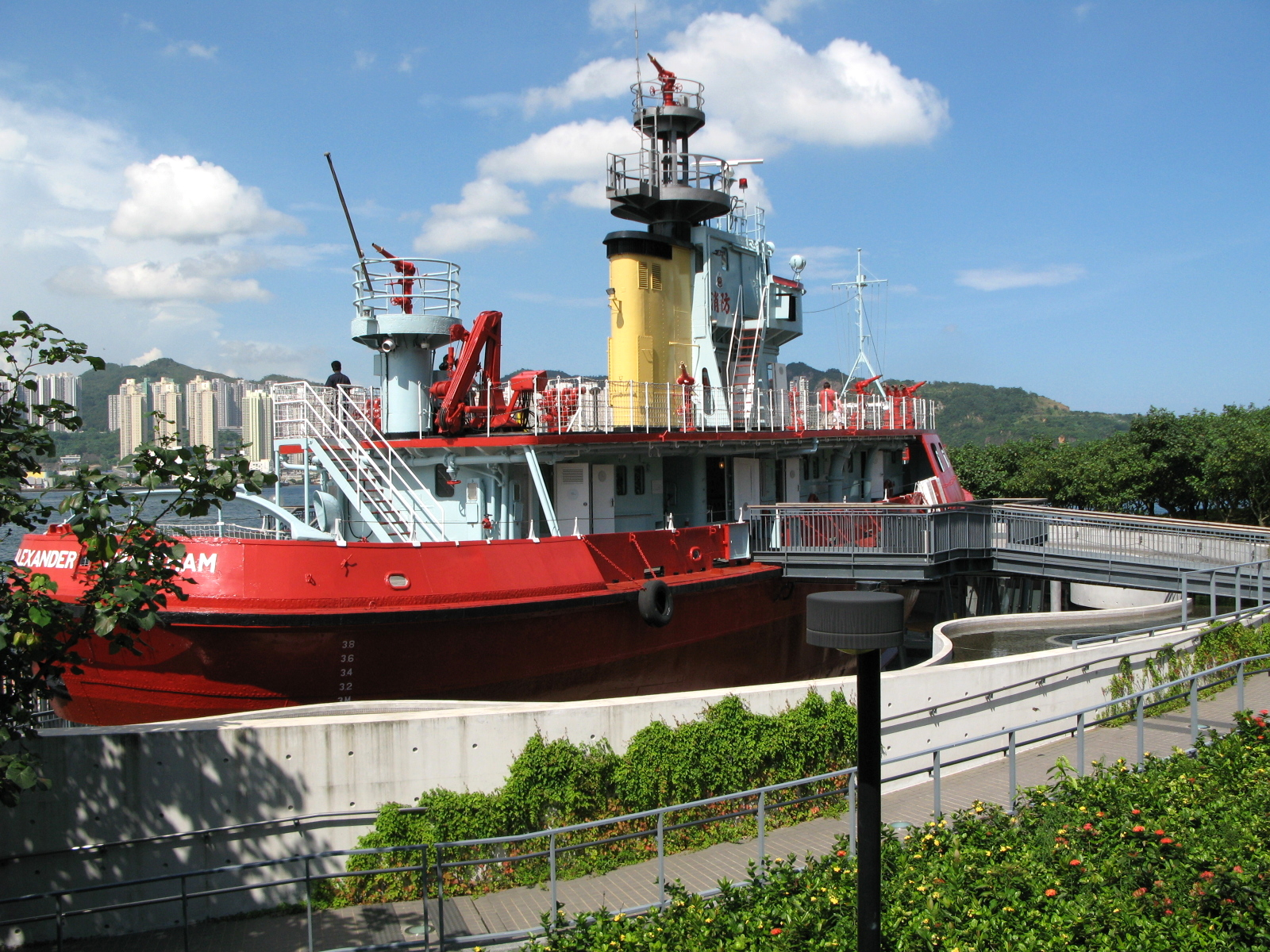
葛量洪號滅火輪展覽館位於鰂魚涌公園內

香港政府把於2002年退役的滅火輪葛量洪號修整後安置在公園原露天劇場位置，將該處更改成為一座以香港海事消防歷史為主題的展覽館，介紹消防文物及海上救援知識，及增進香港市民對香港海上救援歷史的認識。葛量洪號滅火輪展覽館於2007年9月29日對外開放，該館逢星期二（公眾假期除外）及農曆新年初一至初二休館，免費入場。

### 潮裝公園試驗計劃

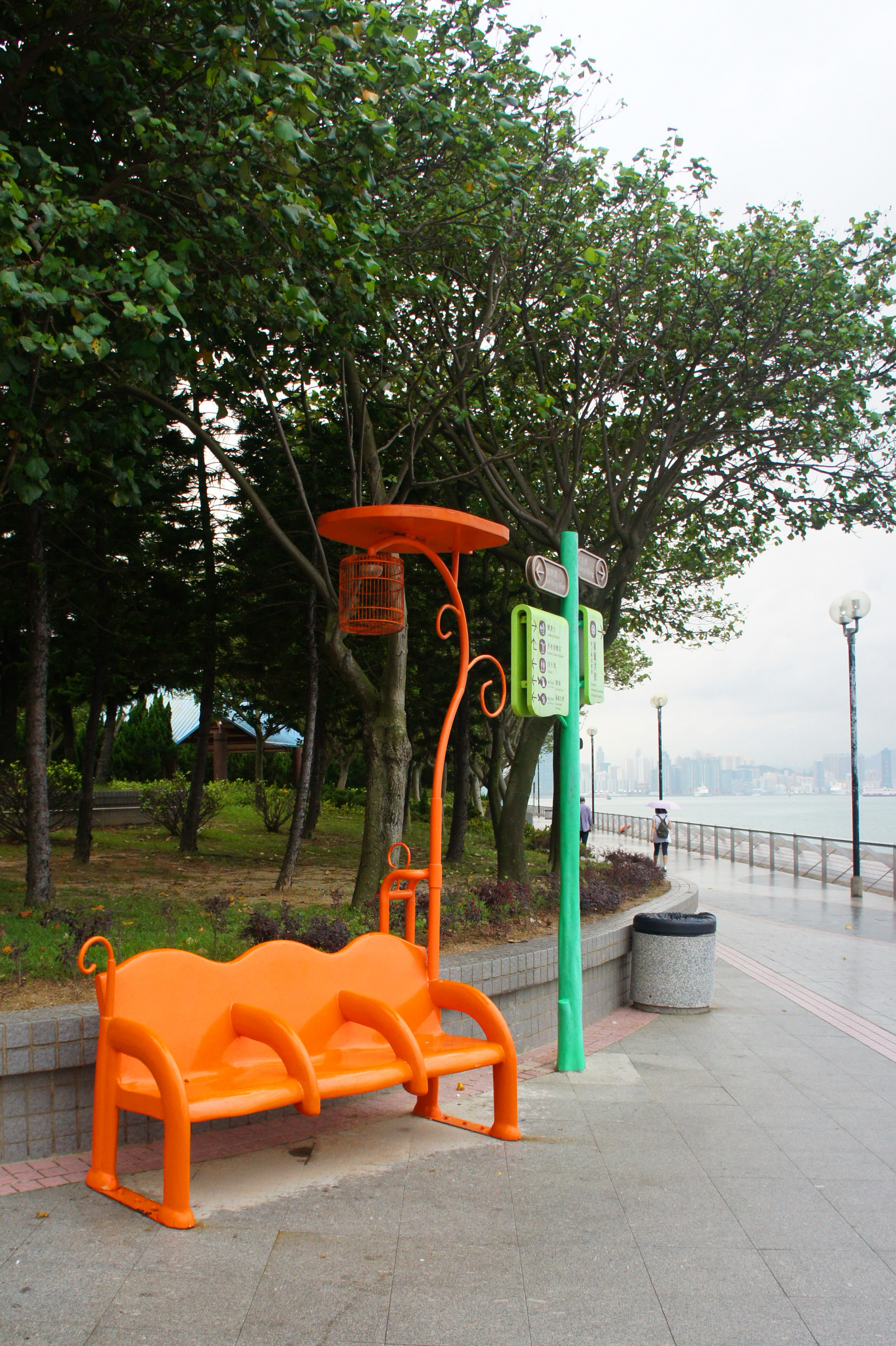
「海濱上的綠洲」中的「枝」椅。

由2011年5月12日起，多名香港藝術家以「海濱上的綠洲」為主題，在鰂魚涌公園設計出三款具特色的公園座椅（分別名為樂椅、枝及藤織空間），並且翻新告示牌的設計。在開幕該日，民政事務局常任秘書長楊立門、東區區議會副主席鍾樹根及康樂及文化事務署署長馮程淑儀等在公園主持潮裝公園開展典禮。
- 樂椅：由5個橙色的大音符組成，每個大音符椅子都是仿照鼓的原理，作中空設計，市民可自行創作音樂。
- 枝是：由一排3張椅子組成，椅子側旁裝有恍如樹枝的支架，並掛上懷舊的雀籠，支架頂部裝有太陽能板，以便晚上用以發光。
- 藤織空間：由膠粒和玻璃纖維組成，整個範圍一片綠黃色，椅子呈圓柱形扭曲狀，以不規則形式擺放，讓市民隨心所欲地選擇座位。

### 政府Wifi網絡設備
鰂魚涌公園大部份範圍均設立有由香港政府提供的免費Wifi。

## 發展
鰂魚涌公園分為兩期興建。

### 第1期
第1期屬於東部，位於太古城以北，橫跨東區走廊、鯉魚門至維多利亞港海邊，於1994年6月17日啟用。

### 第2期
第2期屬於西部，位於鰂魚涌海澤街。第二期（第二及第三階段）發展計劃原來定於2010年啟動工程，惟由於香港警務處汽車扣留及驗車中心、食物環境衞生署車房及水務署臨時工地等多個香港政府部門於公園興建前均有佔用到相關的地皮，致使擴建工程多次押後。至2012年，香港警務處及食物環境衛生署都在柴灣覓得永久重新安置地址，然而水務署於2012年11月繼續向區議會申請租借有關土地3年，因而引起了強烈的反響。區議會質疑水務署未有認真解決問題，令到鰂魚涌公園第二期工程遙遙無期，故此反對水務署繼續租借有關土地。水務署發言人表示，臨時工地面積為逾4,000平方米，作為承辦商工程維修站，用以擺放喉料、機械及回填物料，以方便於發生重大事故，例如水管爆裂時，可以即時進行搶修工程。地政總署曾經撥出一幅位於柴灣用地作為臨時替代用途，可是面積僅為2,000平方米，故此需要額外撥出另外一幅土地，不過地政總署指出港島東大部分地區已經發展或者有了劃定用途，暫時無合適的土地。水務署為了確保港島東的供水穩定，有需要繼續租借有關土地到遷往杏花邨總部大樓為止。

## 開放時間
- 公園：06:00-23:00
- 康樂設施：07:00-23:00

## 事件
2018年6月26日下午3時，公園發生開槍案。一名44歲女子詹心桀因家事 (外婆遺產分配) 糾紛，於公園內槍擊已故母親之四兄弟姊妹，其中一對年約60至80歲男女頭部中槍，另一對年約40至50歲男女膊頭及手部中槍。其中80歲女事主傷重不治，62歲男事主事發後第二日亦傷重不治。現場留下大攤血迹，大批探員在現場調查及尋找子彈殼。警方在太古城中心4期拘捕一名女子。 詹心桀其後於2021年7月15日在高等法院被裁定謀殺及射擊傷人罪名成立，依例被判處終身監禁。

## 鄰近設施
- 太古城中心
- 太古坊
- 蘇豪東
- 鰂魚涌海濱花園及寵物公園
- 西灣河海濱公園

## 外部連結
- 鰂魚涌公園